# Константинов, Михаил Петрович (генерал-лейтенант)
Михаил Петрович Константинов (4 ноября 1889 года,  Старая Русса, Новгородская губерния, Российская империя — 19 мая 1955 года, Москва, СССР) — советский военный деятель, генерал-лейтенант интендантской  службы (30.04.1943).

## Биография
Родился в городе Старая Русса, ныне районный центр в Новгородской области. Русский. В 1908 году окончил 5 классов городского училища.
В ноябре 1911 года  поступает рядовым солдатом в только что созданный Российский императорский военно-воздушный флот, где проходит службу на следующих должностях: старший писарь батальона офицерской воздухоплавательной школы в Петербурге, старший писарь - делопроизводитель 14 воздухоплавательной роты, делопроизводитель воздухоплавательного дивизиона особого назначения, техник 10 воздухоплавательного дивизиона. Участник Первой мировой войны.
Во время Гражданской войны с 1918 года состоял в РККА где проходил службу на Южном фронте  в следующих должностях: начальник склада и мастерской 5-го воздухоплавательного дивизиона, помощник командира 5 -го воздухоплавательного дивизиона, командир 3 -го воздухоплавательного дивизиона.
После окончания войны с 1922 года проходит службу  в  Украинском военном округе на должностях: начальник 2-й воздухоплавательной базы, с 1924 года - начальник технической части высшей воздухоплавательной школы,  с 1926 года - помощник начальника 2-й авиационной базы, помощник командира, командир и военный комиссар 20 -го авиационного парка. В 1930 году окончил курсы усовершенствования начальствующего состава при Военно-воздушной академии им. Н. Е. Жуковского и был назначен начальником 2-го отдела управления специального снабжения управления Военно-воздушных сил РККА. С 1931 года -начальник 6-го сектора 3-го управления ВВС РККА. С 1932 года -помощник начальника 3-го управления ВВС РККА, и том же году назначен начальником 6-го управления ВВС РККА. С 1933 года - начальник 2-го отдела управления материально-технического снабжения  ВВС РККА. С 1935 года - начальник 8 -го отдела управления материально-технического снабжения  ВВС РККА, а с 1936 года - начальник 8 -го отдела того же управления. В 1936 году за заслуги в деле укрепления обороноспособности страны  был награждён орденом «Знак Почёта». С 1937 года- начальник службы авиационного тыла управления ВВС Московского военного округа. С 1938 года - начальник вооружения и технического снабжения ВВС МВО. С 1939 года комбриг Константинов назначен начальником службы авиационного тыла управления ВВС МВО, в этой должности принял активное участие в обеспечении материальными ресурсами  ВВС Красной Армии принимавших участие в Советско-финской войне, за что был награждён  орденом Красной Звезды. С 1940 года - начальник 10-го управления Главного управления ВВС Красной армии, в этом же году ему было присвоено воинское звание генерал - майор  интендантской  службы.
С началом Великой Отечественной войны служит в прежней должности. В октябре 1941 года - за образцовое выполнение боевых заданий командования был награждён орденом Ленина. В 1942 году последовательно занимал должности: начальник управления технического снабжения ВВС Красной Армии, заместитель начальника Главного управления заказов технического снабжения ВВС Красной Армии, заместитель начальника тыла ВВС Красной Армии (до конца войны).  В годы войны тыловое управление ВВС Красной Армии  материально обеспечило 3 млн. 124 тыс. боевых самолето-вылетов фронтовой и дальней авиации, организовав доставку на фронт  более 1 млн. тонн авиационных боеприпасов и более 1 млн. 700 тыс. тонн авиационных ГСМ и многого другого. В проведенной работе значительный вклад  внёс генерал - лейтенант  интендантской  службы М. П.  Константинов награждённый за свои  заслуги перед страной многими боевыми орденами и медалями.
С 1946 года - заместитель начальника тыла по снабжению Военно-воздушных сил Красной Армии. В августе 1947 года генерал - лейтенант  интендантской  службы  М. П.  Константинов уволен с военной службы. Проживал в Москве.  Умер  19 мая 1955 года, похоронен на  Новодевичьем кладбище в Москве.

## Награды
- два  ордена Ленина (04.10.1941[3],  21.02.1945[4][5]);
- орден Красного Знамени (03.11.1944)[5][6];
- орден Суворова II степени (18.08.1945)[7];
- орден Кутузова II степени (19.08.1944)[8];
- орден Отечественной войны I степени (28.02.1944)[9];
- орден Красной Звезды (14.06.1940)[2];
- орден «Знак Почёта» (1936)[2]
  - медали в том числе[2] :
  - «XX лет Рабоче-Крестьянской Красной Армии» (1938);
  - «За оборону Москвы»;
  - «За оборону Сталинграда»;
  - «За победу над Германией в Великой Отечественной войне 1941—1945 гг.» (20.06.1945);
  - «За победу над Японией»